# Waldemar Stanisław Sommertag
Waldemar Stanisław Sommertag (Więcbork, R. P. de Polonia; 6 de febrero de 1968) es un clérigo, arzobispo católico y diplomático polaco de la Santa Sede.

## Biografía
Sommertag nació en Więcbork en la entonces República Popular de Polonia el 6 de febrero de 1968. Después de estudiar en el seminario, el 30 de mayo de 1993 fue ordenado presbítero de la Diócesis de Pelplin.
Hizo un postgrado en Derecho canónico e ingresó en el servicio diplomático de la Santa Sede el 19 de junio de 2000. Trabajó como secretario en las Nunciaturas Apostólicas en Tanzania, Nicaragua, Bosnia y Herzegovina, Israel, Palestina y Chipre, así como en Roma en la Sección para las Relaciones con los Estados, de la Secretaría de Estado de la Santa Sede.
El 15 de febrero de 2018, el Papa Francisco lo nombró arzobispo titular de Traiectum y Mosam, y Nuncio apostólico en Nicaragua, cargo que ejerció hasta principios de marzo de 2022. Recibió su consagración episcopal, de manos del Papa, el 19 de marzo.
El 18 de febrero de 2019, Sommertag anunció que el Papa Francisco derogó la suspensión de los deberes sacerdotales impuesta por el Papa Juan Pablo II a Ernesto Cardenal, en 1984, por negarse a dejar un cargo político.
En marzo de 2022 fue expulsado por el gobierno de Nicaragua y posteriormente fue nombrado nuncio apostólico en los países africanos de Senegal, Cabo Verde, Guinea-Bissau y Mauritania.